# 高鰭條鰨
高鰭條鰨為輻鰭魚綱鰈形目鰨亞目鰨科的其中一種，為熱帶海水魚，分布於印度西太平洋區，從印度東部至印尼海域，棲息深度可達46公尺，體長可達20公分，棲息在底層水域，生活習性不明。

## 扩展阅读
維基物種上的相關：高鰭條鰨